# Élie Okobo
Élie-Franck Okobo (Burdeos; 23 de octubre de 1997) es un jugador de baloncesto francés que pertenece a la plantilla del AS Mónaco Basket  de la Ligue Nationale de Basket-ball y la Euroliga. Con 1,91 metros de altura juega en la posición de base.

## Trayectoria profesional
Se formó en la cantera del Élan Béarnais Pau-Lacq-Orthez francés, equipo con el que haría su debut en la PRO A en la temporada 2015–16.
En la siguiente temporada, la 2016–17 sería donde destacaría formando una pareja letal con D. J. Cooper al timón de PAU Orthez. El 13 de diciembre de 2016 anota 20 puntos en el encuentro contra el JIP Pardubice en la FIBA Europe Cup.
En marzo de 2017, se inscribe en el draft de la NBA 2017, pero no fue elegido.
Al año siguiente, fue elegido en la trigésimo primera posición del Draft de la NBA de 2018 por los Phoenix Suns.
Jugó dos temporadas en el equipo de Arizona hasta ser despedido en noviembre de 2020. Una semana después firmaba contrato con los Brooklyn Nets por una temporada y el salario mínimo. Pero fue cortado al término de la pretemporada, sin llegar a debutar en encuentro oficial.
El 10 de julio de 2021, se convierte en jugador del ASVEL Lyon-Villeurbanne de la Ligue Nationale de Basket-ball por una temporada con opción a otra.
El 15 de julio de 2022 ficha por el AS Mónaco Basket por dos temporadas.

### Selección nacional
Fue internacional con la selección júnior de Francia en el EuroBasket Sub-20 de 2016 en Filandia, promediando 18,9 puntos.
Al año siguiente disputó el EuroBasket Sub-20 de 2017, ganando el bronce y promediando 12,3 puntos por encuentro.
En septiembre de 2022 disputó con el combinado absoluto francés el EuroBasket 2022, donde ganaron la plata, al perder la final ante España.
Durante agosto y septiembre de 2023 fue integrante de la selección de Francia que participó en el Mundial de 2023 celebrado en Asia, y que finalizó en decimoctavo lugar.

## Estadísticas de su carrera en la NBA

### Temporada regular
| Año     | Equipo  | PJ  | PT | MPP  | %TC  | %3P  | %TL  | RPP | APP | ROB | TPP | PPP |
| ------- | ------- | --- | -- | ---- | ---- | ---- | ---- | --- | --- | --- | --- | --- |
| 2018-19 | Phoenix | 53  | 16 | 18.1 | .393 | .295 | .787 | 1.8 | 2.4 | .6  | .1  | 5.7 |
| 2019-20 | Phoenix | 55  | 3  | 13.1 | .398 | .352 | .704 | 1.6 | 2.1 | .4  | .1  | 4.0 |
| Total   | Total   | 108 | 19 | 15.5 | .395 | .315 | .737 | 1.7 | 2.2 | .5  | .1  | 4.8 |